# Thecoscyphus zibrowii
Thecoscyphus zibrowii är en manetart som beskrevs av Werner 1984. Thecoscyphus zibrowii ingår i släktet Thecoscyphus och familjen Nausithoidae. Inga underarter finns listade i Catalogue of Life.